# محمد حسن التل
محمد حسن التل (عربی: محمد حسن التل؛ زاده: ۳ آوریل ۱۹۵۷) سردبیر روزنامه الدستور اردن می‌باشد. وی در اربد، اردن متولد شد.

## تحصیلات
- کارشناسی مطبوعات و رسانه‌ها – روزنامه‌نگار از دانشگاه یرموک، ۱۹۸۷.
- دیپلم عالی در مدیریت از همان دانشگاه در سال ۱۹۹۰.

## مناصب و فعالیت‌ها
- سردبیر روزنامه الدستور اردن از ۲۳ فوریه ۲۰۰۹ تاکنون.
- عضو هیئت مدیره مطبوعات و انتشارات اداره «قانون اساسی» از سال ۲۰۰۲ تا ۲۰۰۹.
- ویرایشگر روزنامه الدستور از ۲۰۰۲ تا سال ۲۰۰۵.
- عضو سندیکای روزنامه‌نگاران اردن در سال ۱۹۸۸.
- رئیس اعضای کمیته انجمن مطبوعات اردن از سال ۱۹۹۹ تا سال ۲۰۰۲.
- عضو کمیته جایزه ملک حسین در انجمن مطبوعات اردن از سال ۲۰۰۶ تا سال ۲۰۰۸.
- عضو دانشکده اطلاعات در دانشگاه یرموک.
- عضو مؤسسه بین‌المللی آموزش زبان عربی در دانشگاه اردن.
- روزنامه‌نگار و تحلیلگر سیاسی.
- شرکت در چندین سمینار و کنفرانس در سطح جهان عرب.[۱][۲][۳][۴]